# آلیسون پاورز
آلیسون پاورز (انگلیسی: Alison Powers؛ زادهٔ ۱۴ دسامبر ۱۹۷۹) دوچرخه‌سوار اهل ایالات متحده آمریکا است.